# Okoličná na Ostrove
Okoličná na Ostrove (Hongaars:Ekel) is een Slowaakse gemeente in de regio Nitra, en maakt deel uit van het district Komárno.
Okoličná na Ostrove telt 1427 inwoners.